# Анте Вукушич
Анте Вукушич (хорв. Ante Vukušić, нар. 4 червня 1991, Синь) — хорватський футболіст, нападник боснійського клубу «Тузла Сіті».
Виступав, зокрема, за клуб «Хайдук» (Спліт), а також національну збірну Хорватії.

## Клубна кар'єра

### «Хайдук»
Народився 4 червня 1991 року в місті Синь. Вихованець юнацьких команд футбольних клубів «Юнак» (Синь) та «Хайдук» (Спліт). У січні 2009 року молоди футболіст уклав контракт зі сплітцями строком на 5 з половиною років до літа 2014 року. Дебютував за «Хайдук» 22 квітня 2009 року, коли на 64-й хвилині замінив Антоні Шерича в грі проти «Кроації Сесвете» (5:0). Перший гол забив в останньому турі чемпіонату Хорватії 2008/09 у ворота принципового супротивника — загребського «Динамо».
У сезоні 2009/10 Вукушич закріпився у основному складі клубу: у 22 матчах чемпіонату він забив 6 голів, ще два голи у п'яти кубкових зустрічах, один з яких у фінальній грі проти «Шибеника» (2:0) і допоміг клубу виграти Кубок Хорватії. Своєю грою він змусив привернути увагу багатьох європейських клубів, проте «Хайдук» відмовився продавати гравця і залишив його до наступного сезону. Там 16 вересня 2010 року він дебютував у Лізі Європи УЄФА у виїзній грі проти афінського АЕКа (3:1), а перший гол у цьому турнірі забив 30 вересня в матчі проти «Андерлехта», відзначившись переможним голом на 95-й хвилині матчу. Всього у сезоні 2010/11 у 29 іграх забив 14 голів у рамках чемпіонату, ставши найкращим бомбардиром клубу за цей сезон, а у загальному заліку бомбардирів турніру він пропустив лише Івана Крстановича. Також Вукушич провів 9 ігор у рамках Ліги Європи та забив 4 голи. За підсумками 2010 року Вукушич отримав приз найкращого спортсмена Далмації. Також він отримав посаду віце-капітана (капітаном був Срджан Андрич).
На початку сезону 2011/12 команду очолив Красимир Балаков, і Вукушич при ньому залишився основним нападником, створивши результативний дует з новачком клубу чорногорцем Іваном Вуковичем. У матчі проти «Шибеника» Анте відзначився тим, що забив гол уже на третій хвилині зустрічі. Забивши в матчі проти «Рієки», він під час святкування пошкодив палець на нозі та вибув із ладу на 4 тижні. Він завершив сезон 2011/12, забивши 12 голів в 24 матчах у чемпіонаті і 15 голів у 29 матчах в усіх турнірах, що зробило його найкращим бомбардиром клубу другий рік поспіль. Втім і цього разу нападник не зумів виграти звання найкращого бомбардира ліги, цього разу його обійшов Фатос Бечірай.
Сезон 2012/13 у «Хайдуку» розпочався з іншим новим тренером, але Анте залишався головним нападником і капітаном клубу, незважаючи на молодий вік. Він реалізував пенальті під час сенсаційної перемоги «Хайдука» над італійським «Інтернаціонале» на «Сан-Сіро» (2:0), втім хорватська команда не пройшла далі, оскільки програла у першому матчі з рахунком 0:3. Всього за рідний клуб Вукушич провів 109 офіційних матчів і забив 49 голів в усіх турнірах.

### «Пескара» і оренди
27 серпня 2012 року його Вукушич за 3,8 мільйона євро перейшов до італійської «Пескари», яка щойно вийшла до Серії А. 2 вересня 2012 року він дебютував у Серії А, замінивши Жонатаса у грі з «Торіно». 9 грудня 2012 року він забив свій перший і єдиний гол у футболці «Пескари» в матчі чемпіонату з «Дженоа» (2:0). Всього за сезон хорват зіграв у 19 іграх, а «Пескара» вилетіла до Серії B. Там у команди з'явився новий головний тренер, Паскуале Маріно, під керівництвом якого Вукушич втратив місце в основі, лише 3 рази виходячи на заміну до кінця року.
В результаті 31 січня 2014 року Вукушич перейшов на правах оренди до кінця сезону в «Лозанну». Дебютував у чемпіонаті у складі швейцарців 16 лютого 2014 року в матчі проти «Янг Бойза» (5:3), відразу відзначившись голом і закінчив чемпіонат з 13 матчами та 4 голами. Після закінчення оренди 13 серпня італійський клуб знову віддав хорвата в оренду, цього разу в бельгійський «Васланд-Беверен». Там нападник дебютував 24 серпня під час гри проти «Андерлехта» (0:1), а свій перший гол занову команду забив у виїзній перемозі проти «Зюлте-Варегема» (4:1). Він достроково завершує оренду, як і сезон, і наприкінці березня повертається до «Пескари».
У березні 2015 року бельгійський клуб і Вукушич вирішили припинити співпрацю. Керівництво бельгійського клубу хотіло дати шанс молодим гравцям клубу, а Вукушич в цей період став батьком. Повернувшись до італійського клубу хорват зіграв за команду лише по одній грі у чемпіонаті та кубку і 14 жовтня 2015 року розірвав контракт за обопільною згодою, який тривав до 2017 року.

### «Гройтер»
Наприкінці січня 2016 року, після чотирьох місяців без клубу, він підписав контракт з німецьким клубом «Гройтер». Після трохи більше року, проведеного в другій Бундеслізі, він 15 березня 2017 року розірвав контракт з клубом, в якому провів 21 гру і забив лише два голи.

### «Тосно» і «Олімпія» (Грудзьондз)
5 червня 2017 року хорват підписав дворічний контракт з новачком російської Прем'єр-ліги клубом «Тосно», де приєднався до іншого колишнього гравця «Хайдука» Артема Мілевського. Під час обстеження в нього виявили серйозні проблеми з легенями — пневмоторакс. Через це Вукушич переніс операцію, після якої кілька місяців відновлювався і не був заявлений за команду на сезон. В результаті не зігравши за клуб жодного матчу, нападник покинув його, і 7 березня 2018 року перейшов у команду польського другого дивізіону «Олімпія» (Грудзьондз), де і дограв сезон, але так і не забив жодного голу у 9 іграх. Після вильоту «Олімпії» до третьої польської ліги він знову став вільним агентом.

### Виступи у Словенії
У вересні 2018 року хорват підписав контракт до кінця сезону зі словенським клубом «Кршко». Він дебютував за команду 16 вересня 2018 року в домашній грі проти «Марибора» (0:2) і загалом забив 4 голи в 27 матчах у сезоні 2018/19. Після цього в липні 2019 року Анте приєднався до люблянської «Олімпії», де став найкращим бомбардиром Словенської футбольної ліги 2019/20 з 26 голами у 36 матчах.

### Завершення кар'єри
28 січня 2021 року було оголошено, що Вукушич підписав контракт з румунським клубом «Стяуа», втім у новій команді заграти не зумів, через що 31 серпня 2021 року він повернувся до Італії і став гравцем «Мессіни». 19 вересня він забив свій перший гол за сицилійців, забивши переможний гол у матчі Серії С у ворота «Віртуса Франкавільї». Втім і у цій команді хорват надовго не затримався, через що другу половину сезону 2021/2022 провів у боснійській команді «Тузла Сіті», але там не забив жодного голу.
Влітку 2022 року став гравцем сербського клубу «Колубара» з Суперліги.

## Виступи за збірні
2009 року дебютував у складі юнацької збірної Хорватії (U-18), загалом на юнацькому рівні взяв участь у 13 іграх, відзначившись 3 забитими голами.
Протягом 2010—2012 років залучався до складу молодіжної збірної Хорватії. На молодіжному рівні зіграв в 11 офіційних матчах, забив 3 голи.
21 травня 2011 року отримав дебютний виклик до національної збірної Хорватії на матч проти Грузії, але на поле тоді не вийшов. Єдиний матч за головну команду провів 15 серпня 2012 року у товариському матчі проти Швейцарії (2:4), вийшовши на заміну в другому таймі замість Маріо Манджукича.

## Статистика виступів

### Статистика клубних виступів
| Сезон                         | Команда                       | Чемпіонат                     | Чемпіонат | Чемпіонат | Національний кубок | Національний кубок | Національний кубок | Єврокубки | Єврокубки | Єврокубки | Інші змагання | Інші змагання | Інші змагання | Усього | Усього |
| Сезон                         | Команда                       | Ліга                          | Ігор      | Голів     | Ліга               | Ігор               | Голів              | Ліга      | Ігор      | Голів     | Ліга          | Ігор          | Голів         | Ігор   | Голів  |
| ----------------------------- | ----------------------------- | ----------------------------- | --------- | --------- | ------------------ | ------------------ | ------------------ | --------- | --------- | --------- | ------------- | ------------- | ------------- | ------ | ------ |
| 2008–09                       | «Хайдук» (Спліт)              | 1. ХФЛ                        | 4         | 1         | КЧ                 | 0                  | 0                  | -         | -         | -         | -             | -             | -             | 4      | 1      |
| 2009–10                       | «Хайдук» (Спліт)              | 1. ХФЛ                        | 22        | 6         | КЧ                 | 5                  | 2                  | -         | -         | -         | -             | -             | -             | 27     | 8      |
| 2010–11                       | «Хайдук» (Спліт)              | 1. ХФЛ                        | 29        | 14        | КЧ                 | 2                  | 0                  | ЛЄ        | 9         | 4         | -             | -             | -             | 40     | 18     |
| 2011–12                       | «Хайдук» (Спліт)              | 1. ХФЛ                        | 24        | 12        | КЧ                 | 3                  | 3                  | ЛЄ        | 2         | 0         | -             | -             | -             | 29     | 15     |
| серп. 2012                    | «Хайдук» (Спліт)              | 1. ХФЛ                        | 5         | 3         | КЧ                 | 0                  | 0                  | ЛЄ        | 4         | 2         | -             | -             | -             | 9      | 5      |
| Усього за «Хайдук» (Спліт)    | Усього за «Хайдук» (Спліт)    | Усього за «Хайдук» (Спліт)    | 84        | 36        |                    | 10                 | 5                  |           | 15        | 6         |               | -             | -             | 109    | 47     |
| серп. 2012–13                 | «Пескара»                     | A                             | 19        | 1         | КІ                 | 0                  | 0                  | -         | -         | -         | -             | -             | -             | 19     | 1      |
| 2013-січ. 2014                | «Пескара»                     | B (ІІ)                        | 3         | 0         | КІ                 | 1                  | 0                  | -         | -         | -         | -             | -             | -             | 4      | 0      |
| січ.-черв. 2014               | «Лозанна»                     | СЛ                            | 13        | 4         | КШ                 | -                  | -                  | -         | -         | -         | -             | -             | -             | 13     | 4      |
| 2014–15                       | «Васланд-Беверен»             | Д1                            | 15        | 3         | КБ                 | 1                  | 0                  | -         | -         | -         | -             | -             | -             | 16     | 3      |
| вер.-жов. 2015                | «Пескара»                     | B (ІІ)                        | 1         | 0         | КІ                 | 1                  | 0                  | -         | -         | -         | -             | -             | -             | 2      | 0      |
| Усього за «Пескару»           | Усього за «Пескару»           | Усього за «Пескару»           | 23        | 1         |                    | 2                  | 0                  |           | -         | -         |               | -             | -             | 25     | 1      |
| січ.-черв. 2016               | «Гройтер»                     | 2БЛ (ІІ)                      | 14        | 2         | КН                 | -                  | -                  | -         | -         | -         | -             | -             | -             | 14     | 2      |
| 2016–17                       | «Гройтер»                     | 2БЛ (ІІ)                      | 7         | 0         | КН                 | 1                  | 0                  | -         | -         | -         | -             | -             | -             | 8      | 0      |
| Усього за «Гройтер»           | Усього за «Гройтер»           | Усього за «Гройтер»           | 21        | 2         |                    | 1                  | 0                  |           | -         | -         |               | -             | -             | 22     | 2      |
| тра.-черв. 2018               | «Олімпія» (Грудзьондз)        | 1Л (ІІ)                       | 9         | 0         | КП                 | -                  | -                  | -         | -         | -         | -             | -             | -             | 9      | 0      |
| 2018–19                       | «Кршко»                       | 1Л                            | 27        | 4         | КС                 | 3                  | 1                  | -         | -         | -         | -             | -             | -             | 30     | 5      |
| 2019–20                       | «Олімпія» (Любляна)           | 1Л                            | 35        | 26        | КС                 | 1                  | 0                  | ЛЄ        | 4         | 1         | -             | -             | -             | 40     | 27     |
| 2020-січ. 2021                | «Олімпія» (Любляна)           | 1Л                            | 7         | 0         | КС                 | 1                  | 1                  | ЛЄ        | 2         | 0         | -             | -             | -             | 10     | 1      |
| Усього за «Олімпію» (Любляна) | Усього за «Олімпію» (Любляна) | Усього за «Олімпію» (Любляна) | 42        | 26        |                    | 2                  | 1                  |           | 6         | 1         |               | -             | -             | 50     | 28     |
| січ.-черв. 2021               | «Стяуа»                       | ЛI                            | 5         | 0         | КР                 | 1                  | 0                  | ЛЄ        | -         | -         | СР            | 0             | 0             | 6      | 0      |
| 2021-січ. 2022                | «Мессіна»                     | C (ІІІ)                       | 9         | 2         | КІ-C               | 0                  | 0                  | -         | -         | -         | -             | -             | -             | 9      | 2      |
| лют.-черв. 2022               | «Тузла Сіті»                  | ПЛ                            | -         | -         | КБ                 | -                  | -                  | -         | -         | -         | -             | -             | -             | -      | -      |
| Усього за кар'єру             | Усього за кар'єру             | Усього за кар'єру             | 240       | 76        |                    | 20                 | 7                  |           | 21        | 7         |               | -             | -             | 281    | 90     |

### Статистика виступів за збірну
| Дата      | Місто | Господарі | Результат | Гості     | Турнір           | Голи | Примітки |
| --------- | ----- | --------- | --------- | --------- | ---------------- | ---- | -------- |
| 15-8-2012 | Спліт | Хорватія  | 2 – 4     | Швейцарія | товариський матч | -    |          |
| Усього    |       | Матчів    | 1         |           | Голів            | 0    |          |

## Титули і досягнення

### Командні
- Володар Кубка Хорватії (1):

«Хайдук» (Спліт): 2009/10

### Особисті
- Найкращий бомбардир чемпіонату Словенії: 2019/20 (26 голів)